# سیلویا زایده
سیلویا زایده (آلمانی: Silvia Seidel; ۲۳ سپتامبر ۱۹۶۹ – ۳۱ ژوئیهٔ ۲۰۱۲) هنرپیشه اهل آلمان بود.
از فیلم‌ها یا برنامه‌های تلویزیونی که وی در آن نقش داشته‌است می‌توان به داستان بی‌پایان اشاره کرد.